# Лукас, Хайнц
Хайнц Лукас (нем. Heinz Lucas; 10 августа 1920, Берлин — 18 июля 2016, Эркрат, Северный Рейн-Вестфалия) — немецкий футболист и футбольный тренер, возглавлявший ряд немецких клубов.

## Биография

### Игровая карьера
Среди команд, за который он играл на клубном уровне были «Ульм 1846», «Вюрцбургер» и «Берлинер 1892», в котором в 1953 году завершил карьеру игрока.

### Тренерская карьера
В 1958 году Лукас стал главным тренером клуба «Ноймюнстер», в должности которого работал до 1962 года. Затем он возглавил «Ганновер 96», но не смог вывести «96-х» в Бундеслигу. Затем Лукас возглавил «Любек», команду из Региональной лиги «Север». В «Любеке» он работал в течение пяти сезонов, но каких-либо успехов с этой командой не добился.
Затем Лукас стал главным тренером клуба «Дармштадт 98», который возглавлял в течение двух сезонов. Главные его успехи как тренера были связаны с дюссельдорфской «Фортуной». Возглавляя «F95» в течение пяти сезонов, Лукас дважды приводил команду в 1973 и 1974 годах к бронзовым медалям Бундеслиги и этот результат до сих пор является лучшим в истории клуба.
В 1975 году Лукас возглавил «Мюнхен 1860», в те годы игравшему во Второй Бундеслиге и в 1977 году вывел её в Первую Бундеслигу. В элитном дивизионе «львам» удалось продержаться один сезон и в 1977 году команда вылетела во Вторую Бундеслигу и Лукас остался главным тренером до 31 декабря 1978 года, когда он был отправлен в отставку, оставив команду на 7-м месте. В последующие годы в течение некоторого времени возглавлял брауншвейгский «Айнтрахт», «Вупперталь» и «Гройтер Фюрт».

### Смерть
Скончался 18 июля 2016 года в доме престарелых города Эркрат в возрасте 95 лет.